# Рабинович, Нахум Элиэзер
Нахум Элиэзер Рабинович (ивр. נַחוּם אֱלִיעֶזֶר רָבִּינוֹבִיץ׳‎, 1928, Монреаль, Квебек — 6 мая 2020, Израиль), урождённый Норман Луи Рабинович, — канадско-израильский религиозный сионистский раввин и посек. Он возглавлял Лондонскую школу иудаики с 1971 по 1982 год и Иешиват-хесдер Биркат Моше в Маале-Адумим с 1982 года до своей смерти.

## Ранние годы и образование
Нахум Рабинович родился в Монреале, Квебек, в семье Сары (урождённой Вайнер) и Сэма Рабиновичей. После завершения восьмилетнего курса обучения под руководством раввина Пинхаса Хиршспрунга Рабинович получил смиху от иешивы Мерказ Ха-Тора в Монреале на первой в городе церемонии рукоположёния в раввины.
Получив диплом с отличием в области коммерции в колледже сэра Джорджа Уильямса, он уехал в Балтимор, чтобы получить степень магистра наук по математике в Университете Джонса Хопкинса. Там он учился в ешиве Нер Исроэль, где получил второе рукоположёние от раввина Яакова Ицхака Рудермана.

## Карьера
С 1955 по 1963 год Рабинович служил духовным руководителем конгрегации Брит Шолом Бет Исраэль в Чарлстоне, Южная Каролина. В этой роли он помог основать первую в городе еврейскую дневную школу, директором которой он был. Он также занимал должности лектора математики в Чарлстонском колледже и капеллана в штабе Шестого военно-морского округа.
В 1963 году его призвали служить общинным раввином в Торонто, и он занял кафедру синагоги Клэнтон-Парк в Даунсвью. Он защитил докторскую диссертацию, получив степень по философии и истории математики в Университете Торонто в 1971 году под руководством Кеннета О. Мэя. Его докторская диссертация «Вероятность и статистический вывод в древней и средневековой еврейской литературе» была опубликована в виде монографии в 1973 году.
Рабинович был назначен директором Еврейского колледжа в начале 1970 года и весной того же года поселился в Лондоне. Среди его студентов в колледже выделялся главный раввин лорд Джонатан Сакс, который назвал Рабиновича своим основным образцом для подражания. Десять лет спустя он принял предложение стать рош-ешивой ешивы Биркат Моше, учреждения хесдера в Маале-Адумим.
В 2015 году вместе с группой видных израильских раввинов Рабинович основал Гиюр Кехалаха, независимый бейт-дин, в который можно обратиться помимо Главного раввината.

## Философские и политические взгляды
Рабинович опубликовал галахические постановления по различным вопросам, включая донорство органов, суррогатное материнство, контроль над рождаемостью, армейскую службу, Шаббат и кашрут. Его философский подход, основанный на рационализме Маймонида, подчёркивал связь между философией и Галахой, между Торой и научными исследованиями, а также между теоретическим обучением и практическим применением.
Рабинович был знатоком сочинений Маймонида, о котором он опубликовал множество книг и эссе. Он, пожалуй, наиболее известен своим четырнадцатитомным «Яд Пешута» (дословно — «Протянутая рука»), углублённым комментарием к Мишне Тора Маймонида. Он также является автором «Мелумадей Милхама» (дословно — «Наученные на войне»), сборника ответов на галахические вопросы, с которыми сталкиваются религиозные члены Армии обороны Израиля.
Рабинович был религиозным сионистом, сторонником поселенческого движения и ярым противником соглашений Осло и размежевания. Однако он часто был более либеральным в социальных и религиозных вопросах, чем многие представители религиозного сионистского движения. В интервью Рабинович заявил, что поддерживает религиоведение для женщин и не видит проблемы в галахических решениях, принимаемых женщинами. Тем не менее, в 2019 году он подписал письмо, в котором согласился с неприятием Главным раввинатом службы религиозных еврейских женщин в ЦАХАЛе. Он также постановил, что израильские боевые медики и врачи обязаны лечить и спасать жизни палестинских комбатантов, даже если они были ранены в ходе нападения на израильтян. Рабинович положительно охарактеризовал христианство и ислам как движения, распространяющие монотеизм, мораль и мессианскую надежду. Кроме того, Рабинович отличался от многих других религиозных сионистских лидеров тем, что он не рассматривал Государство Израиль как предвестника Мессии и выступал за большее разделение между религией и государством в Израиле. Часто на его бунтарские позиции глубоко влияли не только еврейские традиции, но и основные идеи политического либерализма.
В 1995 году Рабинович был среди группы раввинов, обвинённых в косвенном влиянии на Игаля Амира с целью убийства премьер-министра Ицхака Рабина, заклеймив Рабина мозером и сравнив его правительство с нацистами. Летом предыдущего года он также издал постановление, согласно которому еврейские солдаты должны не подчиняться любым правительственным приказам об освобождении армейских баз на Западном Берегу реки Иордан.

## Личная жизнь
У Рабиновича было шестеро детей, в том числе британская журналистка Дина Рабинович (1963 года рождения), которая умерла в 2007 году от рака груди.

## Избранные труды

### Книги
- Hadar Itamar [הדר איתמר] :  [иврит]. — Jerusalem : Daʻat Torah, 1971.
- Probability and Statistical Inference in Ancient and Medieval Jewish Literature. — Toronto : University of Toronto Press, 1973.
- Darkah shel Torah [דרכה של תורה] :  [иврит]. — Ma'ale Adumim : Maaliyot Press, 1998.
- Melumdei Milḥama [מלומדי מלחמה] :  [иврит]. — Ma'ale Adumim : Maaliyot Press, 2004.
- Siach Nachum [שיח נחום] :  [иврит]. — Ma'ale Adumim : Maaliyot Press, 2008.
- Iyunim be-Mishnato shel ha-Rambam [עיונים במשנתו של הרמב״ם] :  [иврит]. — Ma'ale Adumim : Maaliyot Press, 2010.
- Mesilot Bilvavam [מסילות בלבבם] :  [иврит]. — Ma'ale Adumim : Maaliyot Press, 2015.
- Yad Peshuta [יד פשוטה] :  [иврит]. — Ma'ale Adumim : Maaliyot Press, 1977–2016. — Vol. 1–14.

### Статьи
- Rabinovitch, Nachum L. (Winter 1965). Chametz and Matzah: A Halakhic Perspective. Tradition[англ.]. 7 (4): 77–88. JSTOR 23256045.
- Rabinovitch, Nachum L. (Fall 1966). A Halakhic View of the Non-Jew. Tradition[англ.]. 8 (3): 27–39. JSTOR 23256082.
- Rabinovitch, Nachum L. (Spring 1968). What Is the Halakhah for Organ Transplants?. Tradition[англ.]. 9 (4): 20–27. JSTOR 44818165.
- Rabinovitch, Nachum L. (August 1969). Studies in the History of Probability and Statistics. XXII: Probability in the Talmud. Biometrika. 56 (2): 437–441. doi:10.2307/2334437. JSTOR 2334437.
- Rabinovitch, Nachum L. (Summer 1970). Rabbi Hasdai Crescas (1340–1410) on Numerical Infinities. Isis[англ.]. 61 (2): 224–230. doi:10.1086/350621. JSTOR 229976.
- Rabinovitch, Nachum L. (1970). Rabbi Levi ben Gershom and the Origins of Mathematical Induction. Archive for History of Exact Sciences. 6 (3): 237–248. doi:10.1007/BF00327237. JSTOR 41133303.
- A Fifteenth-Century Law of Large Numbers. Isis[англ.]. 65 (2): 229–238. June 1974. doi:10.1086/351259.
- Rabinovitch, Nachum L. (Fall 1974). The Religious Significance of Israel. Tradition[англ.]. 14 (4): 20–28. JSTOR 23258511.
- Rabinovitch, Nachum L. (December 1974). Early Antecedents of Error Theory. Archive for History of Exact Sciences. 13 (4): 348–358. doi:10.1007/BF00327300.
- Torah and Science: Conflict or Complement? // Challenge: Torah Views on Science and Its Problems. — Jerusalem : Feldheim Publishers, 1976. — P. 44–53. — ISBN 9781583304242.
- Torah and the Spirit of Free Enquiry // Challenge: Torah Views on Science and Its Problems. — Jerusalem : Feldheim Publishers, 1976. — P. 53–67. — ISBN 9781583304242.
- Rabinovitch, Nachum L. (1977). The One and the Many: Early Stochastic Reasoning in Philosophy. Annals of Science[англ.]. 34 (4): 331–344. doi:10.1080/00033797700200261.
- Halachah and Technology. Proceedings of the Association of Orthodox Jewish Scientists[англ.]. 2: 129–149. 1969.
- All Jews Are Responsible for One Another // Jewish Tradition and the Nontraditional Jew. — Northvale, N.J. : Aronson Press, 1992. — P. 177–204.